# Григорій I (неаполітанський дука)
Григорій I (†755), неаполітанський дука (740–755), який володів титулом консула. Про правління Григорія майже нічого не відомо.